# Vịnh Boothia

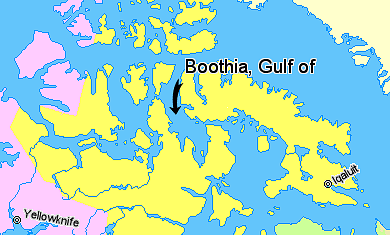
Bản đồ chỉ Vịnh Boothia, Nunavut, Canada.
Nunavut
Northwest Territories
Greenland

Vịnh Boothia là một vùng nước trong lãnh thổ Nunavut, Canada nằm giữa đảo Baffin và bán đảo Boothia.
Vịnh này bao quanh bởi bán đảo Melville và Canada đại lục ở phía nam. Ở phía bắc, vịnh này nối với lạch Prince Regent và eo biển Lancaster.
Tên của vịnh này do nhà thám hiểm người Scotland là John Ross (1777-1856) đặt theo tên của Felix Booth (1775-1850), để vinh danh người bạn đồng thời là nhà bảo trợ cho chuyến đi thứ hai của ông vào năm 1829 nhằm tìm kiếm Hành lang Tây Bắc (lối đi tây bắc ở Bắc Băng Dương, nối Đại Tây Dương và Thái Bình Dương, dọc bờ biển Canada và tiểu bang Alaska, Hoa Kỳ).